# Fundación Francisco Cantera Burgos

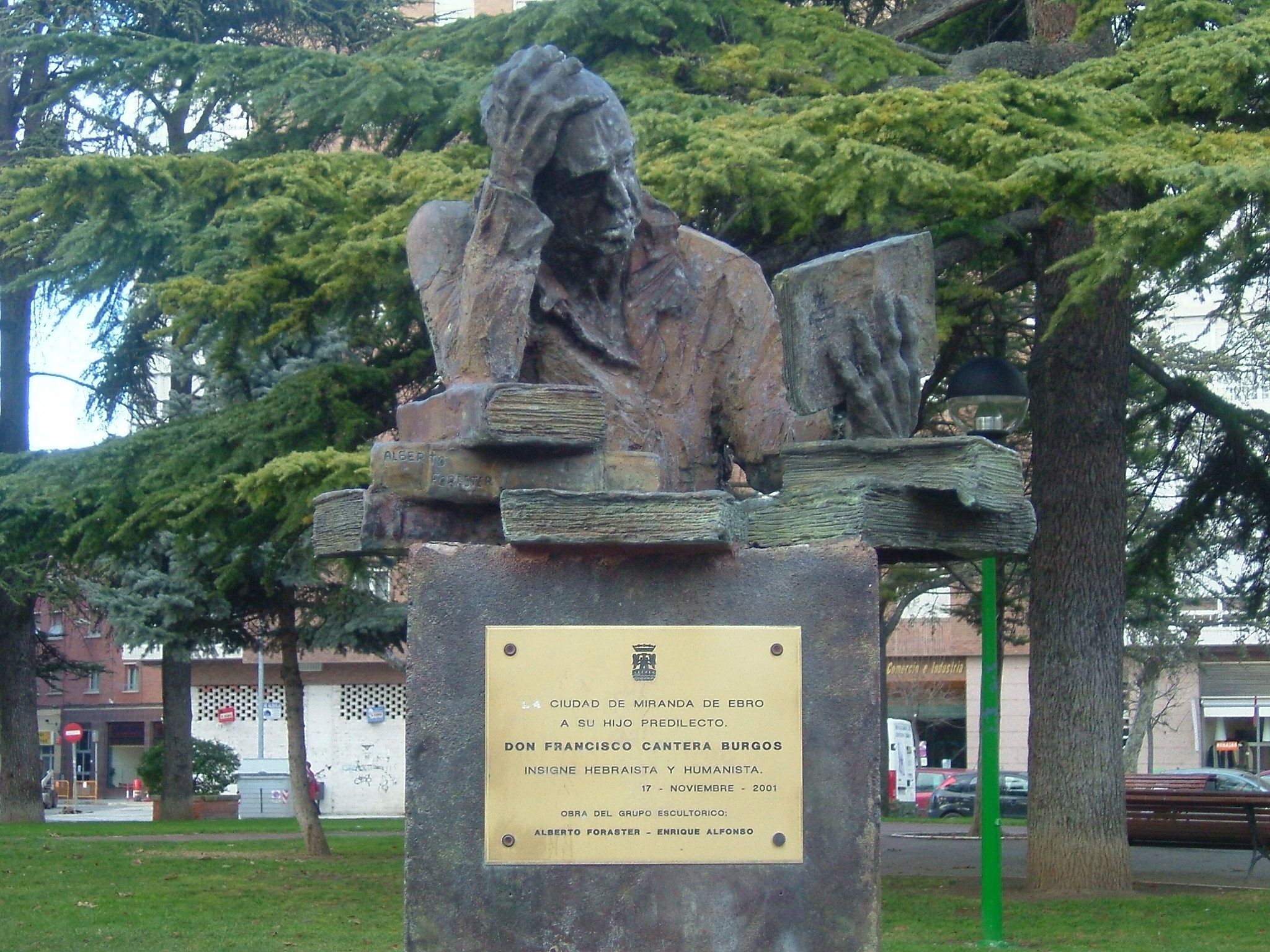
Monumento a Francisco Cantera Burgos.

La Fundación Francisco Cantera Burgos se creó en la localidad de Miranda de Ebro (Burgos) el 7 de julio de 1979, cumpliendo el deseo del profesor Francisco Cantera Burgos, tal y como lo reflejó en su testamento. Es una institución de carácter benéfico con el objetivo de promover y divulgar iniciativas de carácter cultural y social. La biblioteca de la fundación está considerada como una de las mejores bibliotecas privadas en temas hebraicos y sefarditas.

## El fundador
El artífice de la fundación fue el profesor Cantera Burgos, nacido el 21 de noviembre de 1901 en Miranda de Ebro (Burgos). Destacado humanista, hebraísta e historiador que obtuvo reconocimiento mundial por sus estudios sobre el judaísmo español. Licenciado en Derecho y en Filosofía y Letras, fue catedrático de Lengua y Literatura Hebrea en la Universidad de Salamanca y, a partir de 1934, en la Universidad Central de Madrid. Su trabajo hizo despertar del letargo a los estudios hebraicos en España. Cofundó el Instituto “Arias Montano” y la revista Sefarad, donde escribió multitud de artículos.
Entre sus trabajos y publicaciones, destacan los relativos a:
- Traducciones de la Biblia hebrea al castellano
- Restos epigráficos hebreos de España
- Judíos españoles
- Estudio de las sinagogas
- Historiografía hebraico-española
- Análisis de la literatura medieval castellana en relación con los judíos y conversos

Francisco Cantera falleció el 19 de enero de 1978, en Madrid. Cumpliendo la voluntad de su testamento, se fundó, al año siguiente, la institución que lleva su nombre.

## Actividades

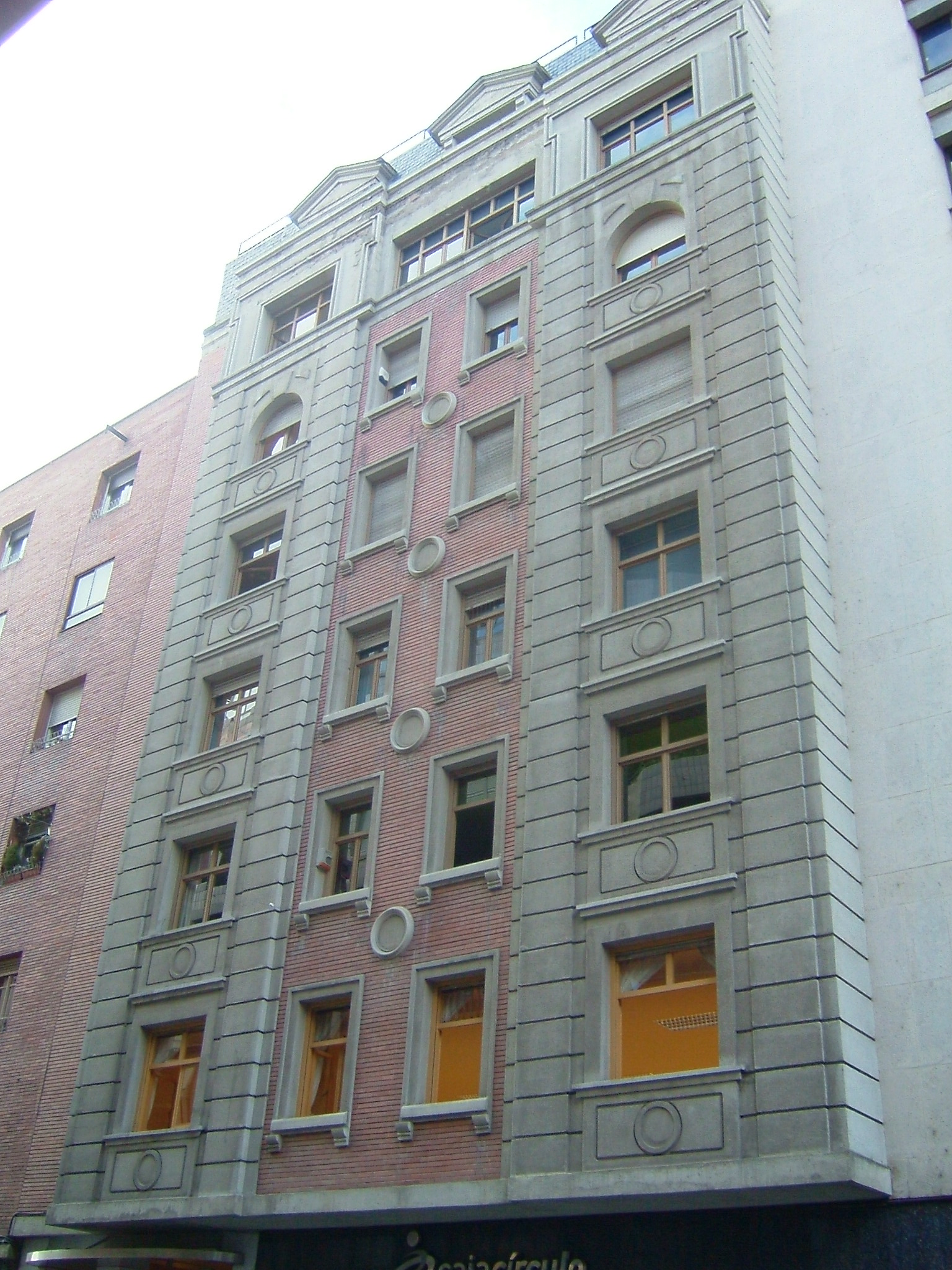
Primera sede de la fundación Francisco Cantera (1984-2000).

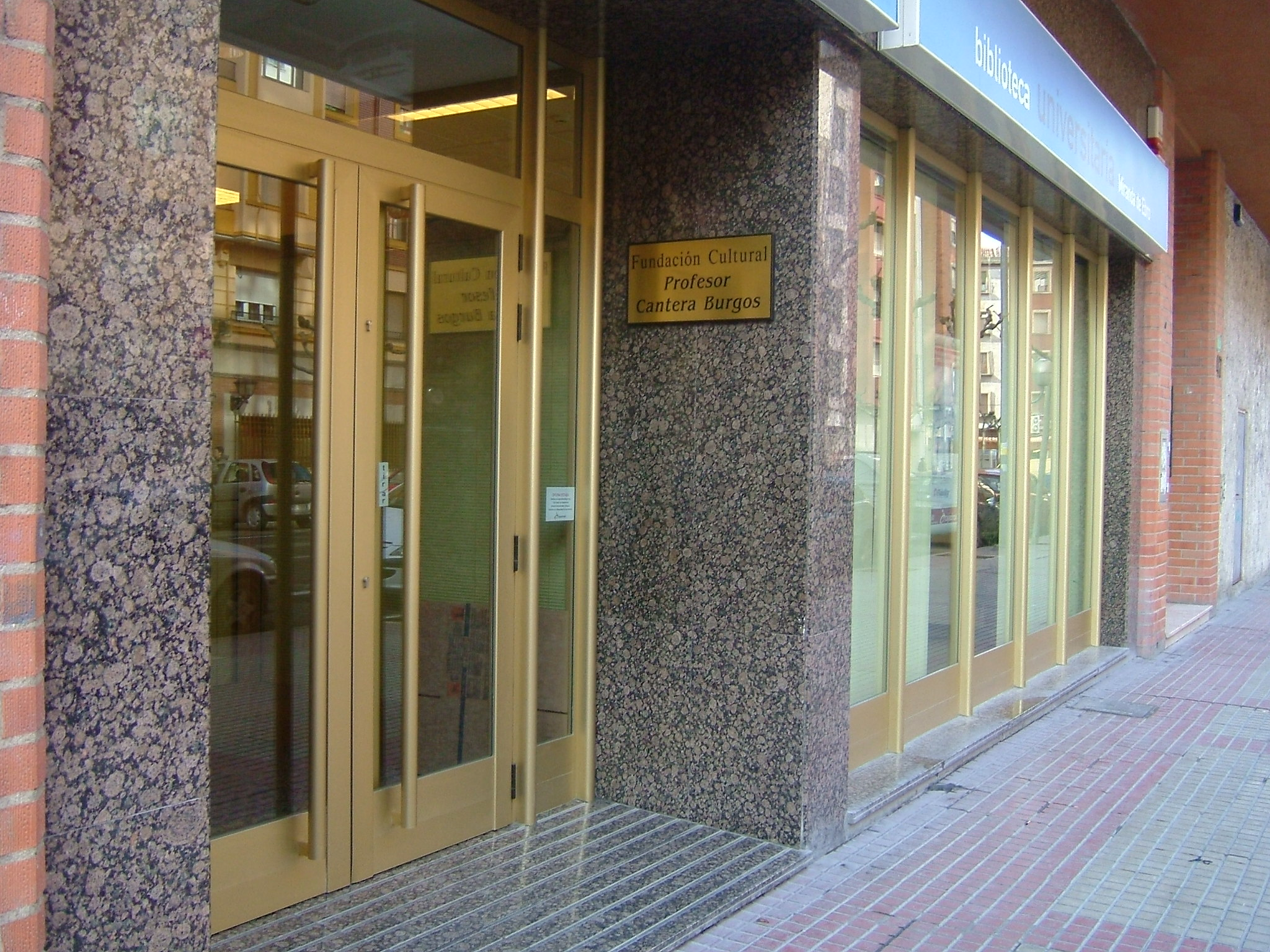
Segunda sede de la fundación Francisco Cantera (2000-2007).

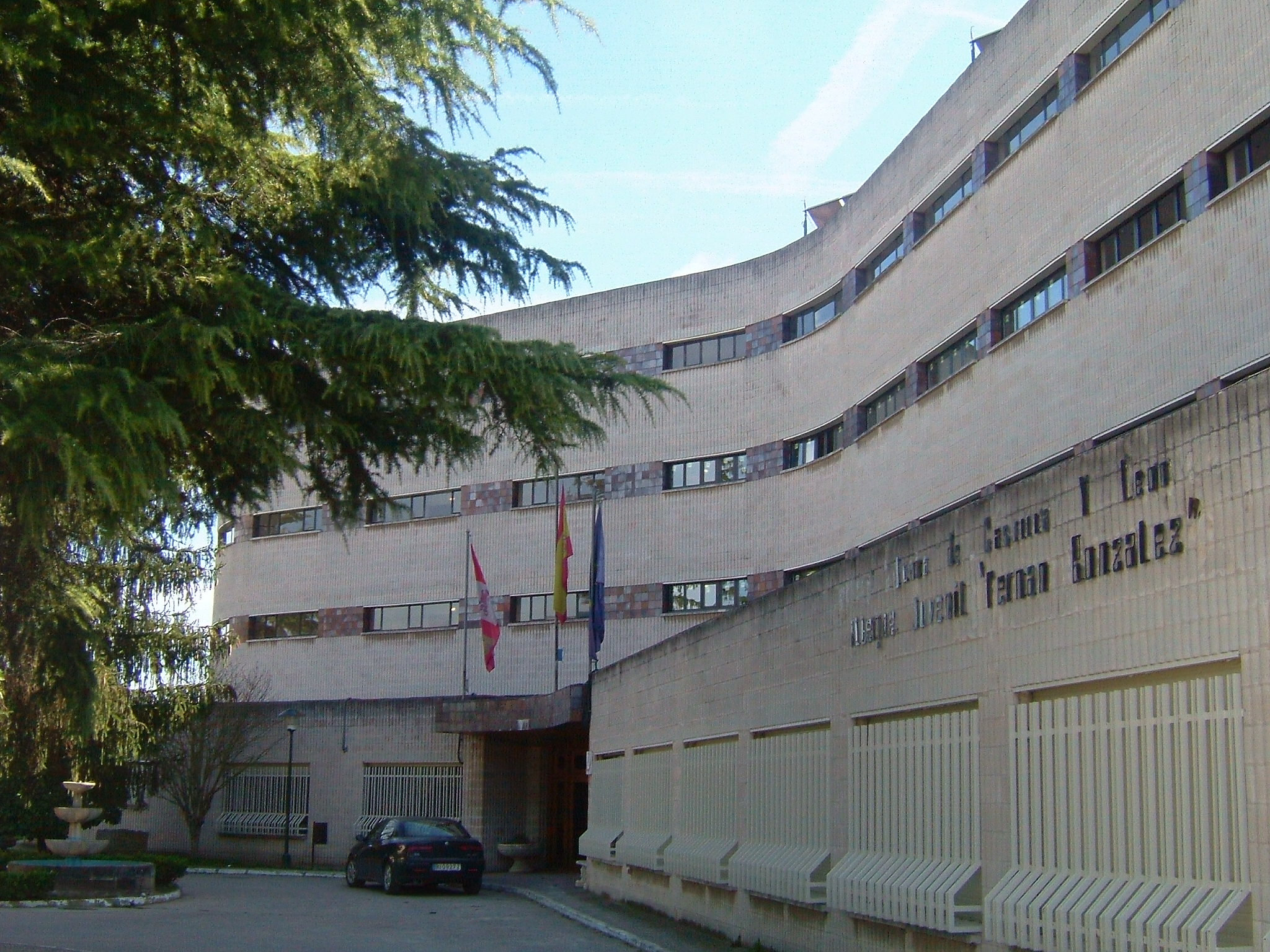
Tercera sede de la fundación Francisco Cantera (2007-2022).

Desde internet se podrá consultar en el futuro la catalogación más de 100.000 libros pertenecientes a los monasterios de Bugedo, El Espino y de Sagrados Corazones. La catalogación de los casi 30.000 volúmenes de la biblioteca de la fundación también está disponible en su página web.
Entre las actividades que la institución viene realizando desde que se fundó, destacan:
- 1981 - Colaboró en la IV Exposición Filatélica Regional Castellano y Leonesa.
- 1990 - Organización de Sefarad 92
- 1992 - colaboró en la Exposición Filatélica Internacional V Centenario del Descubrimiento de América en Castilla y León.
- Forma parte de la Junta Directiva de la Asociación Cultural Ruta Jacobea La Puebla de Arganzón-San Juan de Ortega.
- 1999 - Ciclo de conferencias del IX Centenario del Fuero de Miranda de Ebro.
- 2001 - Ciclo de conferencias del I Centenario del nacimiento de Don Francisco Cantera.
- Forma parte de la Fundación Municipal de Cultura de Miranda de Ebro.
- 2004 - Celebración del MCC Aniversario del Obispado de Valpuesta (804-2004)
- 2005 - Convenio de colaboración con la Fundación Instituto Castellanoleonés de la Lengua
- 2006 - I Ciclo de Charlas sobre la Cultura Sefardí
- 2007 - Ciclo Historiografía y actualidad. La Segunda República y la Guerra Civil

Además, la Fundación Francisco Cantera Burgos ha editado numerosos libros, destacando los referentes a Miranda de Ebro:
- Estudios Mirandeses. Anuario de la Fundación. (I-XXVI)
- Seis Temas Mirandeses (1981)
- Fuero de Miranda de Ebro (1998)
- Miranda de Ebro en sus grabados
- Monasterios mirandeses: Herrera y San Miguel del Monte (1999)
- Libro becerro de Santa María de Bujedo 1168/1240 (2000)
- El clima urbano de Miranda de Ebro (2003)
- La judería de Miranda de Ebro.1099-1492 (2006)
- Grabados y Mapas de Miranda de Ebro y su Comarca. Siglos XVIII y XIX. (2006)
- La Verdad. Edición cuasi-facsímil del semanario mirandés La Verdad (1891-1892) (2006
- El Castellano: disonancia latina con acento vasco (Valpuesta)(2007)

La Fundación Cantera Burgos colabora activamente en los estudios de los Cartularios de Valpuesta y recibió por ello en el 2006 el Premio Patrimonio Cultural de las Cámaras de Comercio e Industria de Castilla y León en la categoría de Promoción de la Lengua Española

## La biblioteca
Tras la muerte del profesor Cantera, su biblioteca fue donada a la nueva Fundación que lleva su nombre. La componían un total de 8.500 tomos, que fueron inventariados y archivados por categorías, hasta que en 1984 se abrió al público mirandés.La fundación y su biblioteca se ubicaron por primera vez en la tercera planta de la sede central en Miranda de Ebro de Caja Círculo. Constaba, además de la biblioteca, de tres salas de estudio, y estaba dirigida a estudiantes de secundaria y universitarios principalmente.
En noviembre del 2000 la Fundación se trasladó a unas nuevas dependencias ubicadas en la calle La Estación de Miranda de Ebro. La Fundación desde entonces tiene un préstamo de libros a disposición de la Biblioteca Universitaria de la caja de ahorros, que es quien cede el local.
Actualmente el número de tomos asciende a 29.326, repartidos en 14.027 títulos, lo que la convierten en una de las bibliotecas privadas más importantes de Europa y del mundo. El número de artículos de carácter científico asciende a 79.175.
La biblioteca ha servido de base documental para la realización de tesis doctorales sobre Lengua y Literatura Hebrea. Algunos ejemplares están dedicados al profesor Cantera, entre los que destacan los firmados por Gregorio Marañón, Ramón Menéndez Pidal, Haim Beinart y otras muchas personalidades.
En junio de 2007 cambió de sede. Esta vez los cerca de 30.000 volúmenes se trasladarán al albergue juvenil Fernán González, cuya titularidad pertenece a la Junta de Castilla y León. La nueva sede dispondrá de un espacio cercano a los 150 metros cuadrados y permanecerá abierta las 24 del día. Entre sus ofertas destacan la de biblioteca universitaria, salas de estudio y oficinas y estará completamente informatizada.

Emblema de la Fundación.

Por último, en abril de 2022 la fundación Cantera Burgos trasladó sus documentos a la nueva biblioteca municipal Cervantes. Para celebrar la inauguración de la nueva sede que ocupa por completo la tercera planta del edificio, se celebró el XIX Simposio de la Asociación Española de Estudios Hebreos y Judíos.